# Helmuth Doose
Helmuth Doose (* 1947 in Kiel) gehörte dem Vorstand der Techniker Krankenkasse als stellvertretender Vorsitzender seit dem Jahr 2000 bis zu seinem Eintritt in den Ruhestand am 30. September 2011 an. Er ist Krankenkassenbetriebswirt. Vor seinem Wechsel zur TK war er Geschäftsführer der Gärtner-Krankenkasse (GKK) und ab 1996 vier Jahre lang Vorsitzender des GKK-Vorstandes in Hamburg. Er war für die Unternehmensbereiche Informationsverarbeitung, Kundenberatung, Mitgliedschaft und Beiträge, Personal sowie Recht und Vergabe verantwortlich.
Früher war er in verschiedenen Führungspositionen der gesetzlichen Krankenversicherung tätig, unter anderem beim Bundesverband der Innungskrankenkassen und bei der GKK.